# Гандбол на літніх Олімпійських іграх 2016 (склади, жінки)
У цій статті представлені склади всіх збірних, що взяли участь у жіночому турнірі з гандболу на літніх Олімпійських іграх 2016 у Ріо-де-Жанейро.
Вік, caps і голи вказані станом на початок турніру, 6 серпня 2016 року.

## Група A

### Ангола
Головний тренер: Filipe Cruz
| №  | Поз. | Ім'я                | Дата народження (вік)          | Зріст  | Ігри | Голи | Клуб                    |
| -- | ---- | ------------------- | ------------------------------ | ------ | ---- | ---- | ----------------------- |
| 1  | GK   | Нейде Барбоза       | 23 вересня 1980 (вік 35 років) | 1.77 m | 38   | 1    | Progresso do Sambizanga |
| 6  | RW   | Жуліана Жозе Машаду | 6 листопада 1994 (вік 21 рік)  | 1.70 m | 25   | 48   | Primeiro de Agosto      |
| 8  | CB   | Лурдес Мойнтейро    | 11 липня 1984 (вік 32 роки)    | 1.70 m | 32   | 49   | Primeiro de Agosto      |
| 9  | W    | Наталія Бернардо    | 25 грудня 1986 (вік 29 років)  | 1.70 m | 73   | 192  | Primeiro de Agosto      |
| 10 | P    | Альбертіна Кассома  | 12 червня 1996 (вік 20 років)  | 1.90 m | 14   | 39   | Primeiro de Agosto      |
| 11 | LB   | Луїза Кіала         | 25 січня 1982 (вік 34 роки)    | 1.72 m | 104  | 194  | Petro de Luanda         |
| 12 | GK   | Кріштіна Бранку     | 15 березня 1985 (вік 31 рік)   | 1.70 m | 59   | 0    | Primeiro de Agosto      |
| 15 | RB   | Азенаіде Карлос     | 14 червня 1990 (вік 26 років)  | 1.75 m | 50   | 150  | Petro de Luanda         |
| 16 | GK   | Тереза Алмейда      | 5 травня 1988 (вік 28 років)   | 1.78 m | 32   | 0    | Petro de Luanda         |
| 17 | RB   | Вута Домбаксе       | 5 квітня 1986 (вік 30 років)   | 1.73 m | 32   | 64   | Primeiro de Agosto      |
| 21 | RB   | Магда Казанга       | 28 травня 1991 (вік 25 років)  | 1.84 m | 21   | 28   | Petro de Luanda         |
| 25 | P    | Ліліана Венансіо    | 19 вересня 1995 (вік 20 років) | 1.86 m | 6    | 3    | Primeiro de Agosto      |
| 31 | LW   | Джанет Душ Сантуш   | 10 червня 1991 (вік 25 років)  | 1.75 m | 10   | 0    | Progresso do Sambizanga |
| 90 | LB   | Ізабель Гуяло       | 8 квітня 1990 (вік 26 років)   | 1.72 m | 33   | 60   | Primeiro de Agosto      |

### Бразилія
Головний тренер:  Morten Soubak
| №  | Поз. | Ім'я                    | Дата народження (вік)          | Зріст  | Ігри | Голи | Клуб                   |
| -- | ---- | ----------------------- | ------------------------------ | ------ | ---- | ---- | ---------------------- |
| 2  | P    | Fabiana Diniz           | 13 травня 1981 (вік 35 років)  | 1.83 m | 205  | 347  | SG BBM Bietigheim      |
| 3  | RW   | Alexandra do Nascimento | 16 вересня 1981 (вік 34 роки)  | 1.77 m | 178  | 698  | Vác                    |
| 4  | LW   | Samira Rocha            | 26 січня 1989 (вік 27 років)   | 1.70 m | 94   | 224  | Kisvárda               |
| 5  | P    | Daniela Piedade         | 2 березня 1979 (вік 37 років)  | 1.73 m | 186  | 336  | Alba Fehérvár          |
| 7  | P    | Tamires Morena Lima     | 16 травня 1994 (вік 22 роки)   | 1.80 m | 38   | 20   | Cercle Dijon Bourgogne |
| 8  | LW   | Fernanda da Silva       | 25 вересня 1989 (вік 26 років) | 1.76 m | 98   | 281  | SG BBM Bietigheim      |
| 9  | CB   | Ana Paula Rodrigues     | 18 жовтня 1987 (вік 28 років)  | 1.72 m | 141  | 517  | Rostov-Don             |
| 10 | RW   | Jéssica Quintino        | 17 квітня 1991 (вік 25 років)  | 1.76 m | 89   | 189  | HC Odense              |
| 12 | GK   | Bárbara Arenhart        | 4 жовтня 1986 (вік 29 років)   | 1.82 m | 104  | 4    | Vác                    |
| 15 | CB   | Francielle da Rocha     | 6 жовтня 1992 (вік 23 роки)    | 1.64 m | 58   | 74   | Vegus/Guarulhos        |
| 18 | LB   | Eduarda Amorim          | 23 вересня 1986 (вік 29 років) | 1.86 m | 145  | 480  | Győri ETO              |
| 22 | RB   | Mayara Moura            | 5 грудня 1986 (вік 29 років)   | 1.70 m | 93   | 146  | EC Pinheiros           |
| 81 | RB   | Deonise Cavaleiro       | 20 червня 1983 (вік 33 роки)   | 1.80 m | 150  | 33   | HC Odense              |
| 84 | GK   | Mayssa Pessoa           | 11 серпня 1984 (вік 31 рік)    | 1.80 m | 77   | 0    | Vardar                 |

### Чорногорія
Головний тренер: Dragan Adžić
| №  | Поз. | Ім'я               | Дата народження (вік)            | Зріст  | Ігри | Голи | Клуб                    |
| -- | ---- | ------------------ | -------------------------------- | ------ | ---- | ---- | ----------------------- |
| 1  | GK   | Марина Вукчевич    | 24 серпня 1993 (вік 22 роки)     | 1.78 m | 90   | 0    | Metz Handball           |
| 2  | RW   | Радміла Мілянич    | 19 квітня 1988 (вік 28 років)    | 1.57 m | 127  | 180  | Budućnost               |
| 4  | RW   | Йованка Радічевич  | 23 жовтня 1986 (вік 29 років)    | 1.69 m | 134  | 709  | Vardar                  |
| 9  | LB   | Джурджина Яукович  | 24 лютого 1997 (вік 19 років)    | 1.85 m | 31   | 67   | Budućnost               |
| 10 | CB   | Анджела Булатович  | 15 січня 1987 (вік 29 років)     | 1.75 m | 117  | 176  | Érd                     |
| 15 | RB   | Андреа Кліковац    | 5 травня 1991 (вік 25 років)     | 1.74 m | 50   | 20   | Vardar                  |
| 17 | LB   | Бояна Попович      | 20 листопада 1979 (вік 36 років) | 1.85 m | 49   | 195  | Budućnost               |
| 22 | GK   | Соня Бар'яктарович | 11 вересня 1986 (вік 29 років)   | 1.80 m | 129  | 0    | Bursa Osmangazi Bld. SK |
| 32 | RB   | Катаріна Булатович | 15 листопада 1984 (вік 31 рік)   | 1.86 m | 69   | 397  | Budućnost               |
| 66 | P    | Ема Рамусович      | 28 листопада 1996 (вік 19 років) | 1.82 m | 29   | 20   | Budućnost               |
| 77 | LW   | Майда Мехмедович   | 25 травня 1990 (вік 26 років)    | 1.69 m | 95   | 213  | CSM București           |
| 88 | LW   | Біляна Павичевич   | 12 травня 1988 (вік 28 років)    | 1.70 m | 51   | 71   | Budućnost               |
| 90 | LB   | Мілена Кнежевич    | 12 березня 1990 (вік 26 років)   | 1.78 m | 122  | 350  | Budućnost               |
| 92 | P    | Сузана Лазович     | 28 січня 1992 (вік 24 роки)      | 1.76 m | 92   | 105  | Budućnost               |

### Норвегія
Головний тренер:  Thorir Hergeirsson
| №  | Поз. | Ім'я                    | Дата народження (вік)            | Зріст  | Ігри | Голи | Клуб            |
| -- | ---- | ----------------------- | -------------------------------- | ------ | ---- | ---- | --------------- |
| 1  | GK   | Карі Олвік Ґрінсбе      | 4 січня 1985 (вік 31 рік)        | 1.80 m | 137  | 0    | Győri ETO       |
| 2  | LB   | Марі Крістін Молід      | 8 серпня 1990 (вік 25 років)     | 1.78 m | 92   | 56   | Randers HK      |
| 3  | CB   | Емілі Хег Арнцен        | 1 січня 1994 (вік 22 роки)       | 1.83 m | 32   | 18   | Byåsen HE       |
| 4  | LB   | Вероніка Крістіансен    | 10 липня 1990 (вік 26 років)     | 1.75 m | 70   | 189  | FC Midtjylland  |
| 5  | LB   | Іда Альстад             | 13 червня 1985 (вік 31 рік)      | 1.72 m | 135  | 308  | Byåsen HE       |
| 6  | P    | Гейді Леке              | 12 грудня 1982 (вік 33 роки)     | 1.73 m | 166  | 619  | Győri ETO       |
| 9  | RB   | Нора Мерк               | 5 квітня 1991 (вік 25 років)     | 1.69 m | 77   | 329  | Győri ETO       |
| 10 | CB   | Стіне Бредал Офтедал    | 25 вересня 1991 (вік 24 роки)    | 1.68 m | 115  | 228  | Issy-Paris Hand |
| 14 | P    | Маріт Малм Фрафйорд     | 25 листопада 1985 (вік 30 років) | 1.82 m | 175  | 357  | Larvik HK       |
| 16 | GK   | Катрін Лунде Гаральдсен | 30 березня 1980 (вік 36 років)   | 1.80 m | 253  | 3    | Rostov-Don      |
| 18 | RW   | Лінн-Крістін Ріґельгут  | 1 серпня 1984 (вік 32 роки)      | 1.75 m | 271  | 967  | Larvik HK       |
| 22 | RW   | Аманда Куртович         | 25 липня 1991 (вік 25 років)     | 1.75 m | 73   | 183  | Larvik HK       |
| 23 | LW   | Камілла Геррем          | 8 жовтня 1986 (вік 29 років)     | 1.67 m | 184  | 483  | Vardar          |
| 24 | LW   | Санна Сольберг          | 16 червня 1990 (вік 26 років)    | 1.78 m | 76   | 137  | Larvik HK       |

### Румунія
Головний тренер:  Tomas Ryde
| №  | Поз. | Ім'я                   | Дата народження (вік)          | Зріст  | Ігри | Голи | Клуб                      |
| -- | ---- | ---------------------- | ------------------------------ | ------ | ---- | ---- | ------------------------- |
| 3  | LB   | Габріелла Сюч          | 31 серпня 1984 (вік 31 рік)    | 1.79 m | 5    | 3    | Dunărea Brăila            |
| 5  | RB   | Мелінда Гайгер         | 28 березня 1987 (вік 29 років) | 1.77 m | 70   | 165  | Brest Bretagne Handball   |
| 7  | CB   | Еліза Буческі          | 31 серпня 1993 (вік 22 роки)   | 1.75 m | 26   | 54   | FC Midtjylland            |
| 8  | LB   | Крістіна Нягу          | 26 серпня 1988 (вік 27 років)  | 1.80 m | 128  | 521  | Budućnost                 |
| 9  | CB   | Аурелія Бредяну        | 5 травня 1979 (вік 37 років)   | 1.79 m | 253  | 637  | CSM București             |
| 11 | LB   | Габріела Періану       | 20 червня 1994 (вік 22 роки)   | 1.87 m | 23   | 45   | Dunărea Brăila            |
| 12 | GK   | Йоніка Мунтяну         | 7 січня 1979 (вік 37 років)    | 1.75 m | 17   | 0    | Universitatea Cluj-Napoca |
| 15 | LW   | Валентина Ардян-Єлісей | 5 червня 1982 (вік 34 роки)    | 1.75 m | 205  | 807  | S.C.M. Craiova            |
| 22 | P    | Оана Маня              | 18 квітня 1985 (вік 31 рік)    | 1.75 m | 274  | 355  | CSM București             |
| 25 | LW   | Камелія Хотя           | 28 жовтня 1984 (вік 31 рік)    | 1.74 m | 38   | 60   | Corona Brașov             |
| 30 | GK   | Паула Унгуряну         | 30 березня 1980 (вік 36 років) | 1.80 m | 140  | 2    | CSM București             |
| 85 | P    | Флоріна Чинтоан        | 6 грудня 1985 (вік 30 років)   | 1.78 m | 106  | 140  | Universitatea Cluj-Napoca |
| 88 | RB   | Патріция Візітіу       | 15 жовтня 1988 (вік 27 років)  | 1.77 m | 35   | 48   | Unattached                |
| 89 | RW   | Лаура Кіпер            | 21 серпня 1989 (вік 26 років)  | 1.73 m | 15   | 30   | Corona Brașov             |

### Іспанія
Головний тренер: Jorge Dueñas
| №  | Поз. | Ім'я                 | Дата народження (вік)            | Зріст  | Ігри | Голи | Клуб                       |
| -- | ---- | -------------------- | -------------------------------- | ------ | ---- | ---- | -------------------------- |
| 2  | RW   | Марта Лопес          | 4 лютого 1990 (вік 26 років)     | 1.68 m | 80   | 171  | Bera Bera                  |
| 4  | RW   | Кармен Мартін        | 29 травня 1988 (вік 28 років)    | 1.72 m | 171  | 564  | CSM București              |
| 6  | RB   | Нелі Альберто        | 2 липня 1983 (вік 33 роки)       | 1.79 m | 118  | 325  | Chambray Touraine Handball |
| 9  | RB   | Марта Манге          | 23 квітня 1983 (вік 33 роки)     | 1.70 m | 284  | 1001 | Brest Bretagne Handball    |
| 10 | CB   | Макарена Агілар      | 12 березня 1985 (вік 31 рік)     | 1.70 m | 215  | 580  | Unattached                 |
| 12 | GK   | Сільвія Наварро      | 20 березня 1979 (вік 36 років)   | 1.69 m | 142  | 3    | Remudas                    |
| 14 | P    | Елізабет Чавес       | 17 листопада 1990 (вік 25 років) | 1.92 m | 151  | 97   | Fleury Loiret HB           |
| 17 | LW   | Елізабет Пінедо      | 13 травня 1981 (вік 35 років)    | 1.75 m | 191  | 417  | Bera Bera                  |
| 25 | CB   | Нереа Пена           | 13 грудня 1989 (вік 26 років)    | 1.75 m | 98   | 306  | Ferencváros                |
| 27 | LB   | Лара Гонсалес Ортега | 22 лютого 1992 (вік 24 роки)     | 1.84 m | 51   | 60   | Siófok                     |
| 30 | P    | Патрісія Елорса      | 8 квітня 1984 (вік 32 роки)      | 1.80 m | 112  | 71   | Bera Bera                  |
| 35 | LW   | Наяра Екстремадо     | 21 жовтня 1983 (вік 32 роки)     | 1.73 m | 54   | 79   | Zuazo Barakaldo            |
| 44 | P    | Айноа Ернандес       | 27 квітня 1994 (вік 22 роки)     | 1.80 m | 26   | 24   | Zuazo Barakaldo            |
| 48 | GK   | Дарлі ді Паула       | 25 серпня 1982 (вік 33 роки)     | 1.78 m | 20   | 0    | Budućnost                  |
| 86 | LB   | Александріна Барбоза | 5 травня 1986 (вік 30 років)     | 1.75 m | 65   | 312  | Rostov-Don                 |

## Група B

### Аргентина
Головний тренер: Eduardo Peruchena
| №  | Поз. | Ім'я               | Дата народження (вік)            | Зріст  | Ігри | Голи | Клуб               |
| -- | ---- | ------------------ | -------------------------------- | ------ | ---- | ---- | ------------------ |
| 1  | GK   | Марісоль Каррату   | 15 липня 1986 (вік 30 років)     | 1.79 m | 93   | 0    | Atlético Guardés   |
| 3  | RW   | Хоана Іакой        | 3 червня 1992 (вік 24 роки)      | 1.62 m | 15   | 27   | Cideco Handball    |
| 4  | RW   | Лусія Харо         | 21 серпня 1986 (вік 29 років)    | 1.79 m | 98   | 204  | Unión Eléctrica    |
| 5  | LW   | Мануела Піццо      | 13 листопада 1992 (вік 23 роки)  | 1.73 m | 80   | 238  | Estudiantes        |
| 6  | LB   | Лусіана Сальвадо   | 3 квітня 1990 (вік 26 років)     | 1.69 m | 97   | 296  | Club Oeste         |
| 7  | P    | Росіо Кампільї     | 6 серпня 1994 (вік 22 роки)      | 1.73 m | 45   | 48   | Estudiantes        |
| 8  | LW   | Амелія Белотті     | 17 листопада 1988 (вік 27 років) | 1.79 m | 83   | 256  | Vilo               |
| 9  | RB   | Лусіана Мендоса    | 14 березня 1990 (вік 26 років)   | 1.70 m | 96   | 382  | Atlético Guardés   |
| 10 | CB   | Вікторія Крівеллі  | 30 вересня 1990 (вік 25 років)   | 1.75 m | 85   | 150  | Ferro Carril Oeste |
| 12 | GK   | Валентіна Коган    | 19 березня 1980 (вік 36 років)   | 1.78 m | 170  | 3    | Vilo               |
| 15 | P    | Антонела Мена      | 28 березня 1988 (вік 28 років)   | 1.82 m | 124  | 380  | Cideco Handball    |
| 18 | CB   | Макарена Санс      | 20 листопада 1996 (вік 19 років) | 1.64 m | 38   | 73   | Vilo               |
| 21 | LB   | Макарена Гандульфо | 3 листопада 1993 (вік 22 роки)   | 1.76 m | 63   | 149  | Alcobendas         |
| 22 | CB   | Елке Карстен       | 15 травня 1995 (вік 21 рік)      | 1.77 m | 32   | 122  | Quilmes            |

### Франція
Головний тренер: Olivier Krumbholz
| №  | Поз. | Ім'я                | Дата народження (вік)           | Зріст  | Ігри | Голи | Клуб                    |
| -- | ---- | ------------------- | ------------------------------- | ------ | ---- | ---- | ----------------------- |
| 1  | GK   | Лора Глаузер        | 20 серпня 1993 (вік 22 роки)    | 1.78 m | 38   | 0    | Metz Handball           |
| 3  | RW   | Бландін Дансетт     | 14 лютого 1988 (вік 28 років)   | 1.69 m | 80   | 103  | Chambray Touraine       |
| 5  | RB   | Каміль Айглон       | 21 травня 1985 (вік 31 рік)     | 1.80 m | 207  | 378  | CSM București           |
| 7  | CB   | Еллісон Піно        | 2 травня 1989 (вік 27 років)    | 1.81 m | 182  | 475  | Brest Bretagne Handball |
| 8  | P    | Лоріса Ландр        | 27 жовтня 1985 (вік 30 років)   | 1.74 m | 38   | 58   | S.C.M. Craiova          |
| 10 | CB   | Грейс Зааді         | 7 липня 1993 (вік 23 роки)      | 1.71 m | 48   | 65   | Metz Handball           |
| 12 | GK   | Амандін Лейно       | 2 травня 1988 (вік 28 років)    | 1.78 m | 177  | 1    | Vardar                  |
| 13 | LW   | Манон Уетт          | 2 липня 1992 (вік 24 роки)      | 1.68 m | 26   | 49   | Thüringer HC            |
| 17 | LW   | Сіраба Дембеле      | 28 червня 1986 (вік 30 років)   | 1.72 m | 211  | 681  | Rostov-Don              |
| 18 | RW   | Клое Бульйо         | 18 листопада 1991 (вік 24 роки) | 1.72 m | 26   | 45   | Siófok                  |
| 24 | P    | Беатріс Едвіж       | 3 жовтня 1988 (вік 27 років)    | 1.82 m | 28   | 13   | Metz Handball           |
| 27 | LB   | Естель Нзе Мінко    | 11 серпня 1991 (вік 24 роки)    | 1.76 m | 38   | 61   | Siófok                  |
| 29 | LB   | Гнонсьяне Ніомбла   | 9 липня 1990 (вік 26 років)     | 1.72 m | 47   | 138  | CSM București           |
| 64 | RB   | Олександра Лакрабер | 27 квітня 1987 (вік 29 років)   | 1.72 m | 173  | 541  | Vardar                  |

### Нідерланди
Головний тренер: Henk Groener
| №  | Поз. | Ім'я                 | Дата народження (вік)          | Зріст  | Ігри | Голи | Клуб                          |
| -- | ---- | -------------------- | ------------------------------ | ------ | ---- | ---- | ----------------------------- |
| 6  | RB   | Лаура ван дер Хейден | 27 червня 1990 (вік 26 років)  | 1.72 m | 148  | 477  | Team Esbjerg                  |
| 8  | LB   | Лоїс Аббінг          | 13 серпня 1992 (вік 23 роки)   | 1.77 m | 92   | 405  | Issy-Paris                    |
| 9  | RB   | Санне ван Ольфен     | 13 березня 1989 (вік 27 років) | 1.77 m | 65   | 110  | Toulon Saint-Cyr Var Handball |
| 10 | P    | Данік Снелдер        | 22 травня 1990 (вік 26 років)  | 1.78 m | 120  | 297  | Ferencváros                   |
| 13 | P    | Іветта Брох          | 23 грудня 1990 (вік 25 років)  | 1.85 m | 84   | 198  | Győri ETO                     |
| 17 | CB   | Корнелія Гроот       | 4 травня 1988 (вік 28 років)   | 1.75 m | 96   | 291  | Győri ETO                     |
| 18 | LB   | Келлі Дулфер         | 21 березня 1994 (вік 22 роки)  | 1.86 m | 50   | 39   | VfL Oldenburg                 |
| 21 | LW   | Мішель Гоос          | 27 грудня 1987 (вік 28 років)  | 1.78 m | 58   | 102  | VOC Amsterdam                 |
| 23 | GK   | Ясміна Янкович       | 6 грудня 1986 (вік 29 років)   | 1.68 m | 56   | 0    | TuS Metzingen                 |
| 24 | LW   | Мартіна Смітс        | 5 травня 1990 (вік 26 років)   | 1.72 m | 58   | 105  | SG BBM Bietigheim             |
| 26 | RW   | Анджела Малестейн    | 31 січня 1993 (вік 23 роки)    | 1.73 m | 85   | 149  | SG BBM Bietigheim             |
| 30 | RW   | Юрсвейлі Лусіано     | 25 березня 1991 (вік 25 років) | 1.71 m | 45   | 104  | Metz Handball                 |
| 33 | GK   | Тесс Вестер          | 19 травня 1993 (вік 23 роки)   | 1.78 m | 43   | 2    | SG BBM Bietigheim             |
| 79 | CB   | Еставана Полман      | 5 серпня 1992 (вік 24 роки)    | 1.74 m | 89   | 293  | Team Esbjerg                  |

### Росія
Головний тренер: Yevgeni Trefilov
| №  | Поз. | Ім'я                  | Дата народження (вік)         | Зріст  | Ігри | Голи | Клуб            |
| -- | ---- | --------------------- | ----------------------------- | ------ | ---- | ---- | --------------- |
| 1  | GK   | Anna Sedoykina        | 1 серпня 1984 (вік 32 роки)   | 1.81 m | 128  | 4    | Rostov-Don      |
| 2  | LW   | Поліна Кузнецова      | 10 червня 1987 (вік 29 років) | 1.70 m | 119  | 322  | Astrakhanochka  |
| 7  | CB   | Даря Дмитрієва        | 9 серпня 1995 (вік 20 років)  | 1.78 m | 43   | 92   | Lada Togliatti  |
| 8  | LB   | Ганна Сень            | 3 лютого 1990 (вік 26 років)  | 1.85 m | 93   | 222  | Rostov-Don      |
| 10 | LB   | Ольга Левіна          | 4 березня 1985 (вік 31 рік)   | 1.76 m | 133  | 367  | Lada Togliatti  |
| 13 | RW   | Ганна Вяхирєва        | 13 березня 1995 (вік 21 рік)  | 1.62 m | 37   | 137  | Rostov-Don      |
| 15 | RW   | Марина Судакова       | 17 лютого 1989 (вік 27 років) | 1.66 m | 38   | 56   | Kuban Krasnodar |
| 17 | LB   | Владлена Бобровникова | 24 жовтня 1987 (вік 28 років) | 1.80 m | 36   | 69   | Rostov-Don      |
| 21 | LB   | Вікторія Жілінскайте  | 6 березня 1989 (вік 27 років) | 1.88 m | 110  | 159  | Astrakhanochka  |
| 22 | LW   | Катерина Маренникова  | 29 квітня 1982 (вік 34 роки)  | 1.79 m | 120  | 260  | Kuban Krasnodar |
| 24 | RB   | Ірина Близнова        | 6 жовтня 1986 (вік 29 років)  | 1.82 m | 124  | 369  | Lada Togliatti  |
| 33 | CB   | Катерина Ільїна       | 7 березня 1991 (вік 25 років) | 1.75 m | 68   | 187  | Rostov-Don      |
| 77 | P    | Майя Петрова          | 26 травня 1982 (вік 34 роки)  | 1.84 m | 55   | 82   | Rostov-Don      |
| 84 | GK   | Тетяна Єрохіна        | 7 вересня 1984 (вік 31 рік)   | 1.85 m | 21   | 0    | Lada Togliatti  |
| 88 | GK   | Вікторія Калініна     | 8 грудня 1988 (вік 27 років)  | 1.83 m | 39   | 0    | Astrakhanochka  |

### Південна Корея
Головний тренер: Lim Young-chul
| №  | Поз. | Ім'я        | Дата народження (вік)            | Зріст  | Ігри | Голи | Клуб                   |
| -- | ---- | ----------- | -------------------------------- | ------ | ---- | ---- | ---------------------- |
| 1  | GK   | О Йон Нан   | 6 вересня 1972 (вік 43 роки)     | 1.71 m | 211  | 0    | Incheon Sports Council |
| 5  | RW   | Чон Ю На    | 6 лютого 1992 (вік 24 роки)      | 1.70 m | 61   | 30   | Colorful Daegu         |
| 11 | RB   | Рю Ин Хі    | 24 лютого 1990 (вік 26 років)    | 1.80 m | 132  | 148  | Incheon Sports Council |
| 12 | GK   | Пак Мі Ра   | 20 квітня 1987 (вік 29 років)    | 1.72 m | 35   | 0    | Wonderful Samcheok     |
| 13 | P    | Ю Хьон Чжі  | 16 липня 1984 (вік 32 роки)      | 1.75 m | 71   | 53   | Wonderful Samcheok     |
| 14 | LB   | Кім Чін І   | 20 червня 1993 (вік 23 роки)     | 1.81 m | 41   | 35   | Colorful Daegu         |
| 15 | LW   | Чхве Со Мін | 9 січня 1990 (вік 26 років)      | 1.77 m | 58   | 48   | Seoul City             |
| 17 | LB   | Сім Хе Ін   | 31 жовтня 1987 (вік 28 років)    | 1.78 m | 78   | 45   | Wonderful Samcheok     |
| 21 | LW   | Лі Он Пі    | 23 жовтня 1990 (вік 25 років)    | 1.63 m | 115  | 70   | BISCO                  |
| 22 | RW   | У Сон Хі    | 1 липня 1978 (вік 38 років)      | 1.72 m | 178  | 201  | Wonderful Samcheok     |
| 23 | CB   | Кім Он А    | 6 вересня 1988 (вік 27 років)    | 1.69 m | 140  | 174  | SK Sugar Gliders       |
| 24 | CB   | Гвон Хан На | 22 листопада 1989 (вік 26 років) | 1.72 m | 82   | 103  | Seoul City             |
| 27 | P    | Нам Йон-сін | 27 серпня 1990 (вік 25 років)    | 1.75 m | 18   | 3    | BISCO                  |
| 29 | RB   | Ю Со-Чон    | 4 червня 1996 (вік 20 років)     | 1.68 m | 11   | 13   | SK Sugar Gliders       |

### Швеція
Головний тренер: Henrik Signell
| №  | Поз. | Ім'я               | Дата народження (вік)      | Зріст  | Ігри | Голи | Клуб                |
| -- | ---- | ------------------ | -------------------------- | ------ | ---- | ---- | ------------------- |
| 1  | GK   | Юганна Бундсен     | 3 червня 1991 (33 роки)    | 1.85 m | 35   | 0    | IK Sävehof          |
| 3  | P    | Фріда Тегстедт     | 17 липня 1987 (37 років)   | 1.80 m | 40   | 37   | Issy-Paris Hand     |
| 6  | LB   | Карін Стремберг    | 10 липня 1993 (31 рік)     | 1.83 m | 17   | 16   | Viborg HK           |
| 7  | P    | Лінн Блом          | 20 травня 1992 (32 роки)   | 1.80 m | 52   | 117  | FC Midtjylland      |
| 8  | LB   | Яміна Робертс      | 28 травня 1990 (34 роки)   | 1.75 m | 102  | 174  | Team Tvis Holstebro |
| 9  | LW   | Луїза Санд         | 27 грудня 1992 (32 роки)   | 1.64 m | 59   | 120  | IK Sävehof          |
| 10 | RW   | Мікаела Ек         | 1 лютого 1988 (37 років)   | 1.73 m | 7    | 5    | Ringkøbing          |
| 12 | GK   | Філіппа Іден       | 15 серпня 1990 (34 роки)   | 1.83 m | 58   | 2    | Team Esbjerg        |
| 17 | CB   | Ліннеа Торстенссон | 30 березня 1983 (41 рік)   | 1.80 m | 169  | 637  | CSM București       |
| 20 | CB   | Ізабель Гулден     | 29 червня 1989 (35 років)  | 1.79 m | 154  | 568  | CSM București       |
| 22 | RB   | Ганна Бломстранд   | 25 серпня 1996 (28 років)  | 1.70 m | 3    | 1    | Lugi HF             |
| 24 | RW   | Наталі Гегмен      | 19 липня 1991 (33 роки)    | 1.67 m | 89   | 212  | Nykøbing Falster    |
| 25 | RB   | Анжеліка Валлен    | 11 квітня 1986 (38 років)  | 1.78 m | 72   | 93   | Skuru IK            |
| 27 | RB   | Сабіна Якобсен     | 24 березня 1989 (35 років) | 1.80 m | 82   | 121  | FC Midtjylland      |
| 29 | LB   | Єнні Альм          | 10 квітня 1989 (35 років)  | 1.84 m | 73   | 185  | Team Esbjerg        |

## Статистика

### Представництво гравчинь за клубами
В таблиці представлені клуби з шістьма або більше гравчинями.
| Club               | Players |
| ------------------ | ------- |
| Budućnost          | 11      |
| Rostov-Don         | 10      |
| CSM București      | 9       |
| Primeiro de Agosto | 8       |
| Győri ETO          | 6       |
| Vardar             | 6       |

### Представництво гравчинь за лігами
| Country        | Players | Percentage | Outside national squad |
| -------------- | ------- | ---------- | ---------------------- |
| Total          | 168     |            |                        |
| Румунія        | 17      | 10%        | 7                      |
| Росія          | 17      | 10%        | 3                      |
| Франція        | 16      | 10%        | 11                     |
| Угорщина       | 16      | 10%        | 16                     |
| Данія          | 15      | 9%         | 15                     |
| Ангола         | 14      | 8%         | 0                      |
| Південна Корея | 14      | 8%         | 0                      |
| Чорногорія     | 11      | 7%         | 9                      |
| Others         | 49      | 29%        |                        |

Команди Бразилії, Греції, Японії, Італії та Угорщини складалися виключно з гравців відповідних внутрішніх ліг країн. Команда Чорногорії складалася виключно з гравців, зайнятих у зарубіжних клубах.